# Auguste Lannoye

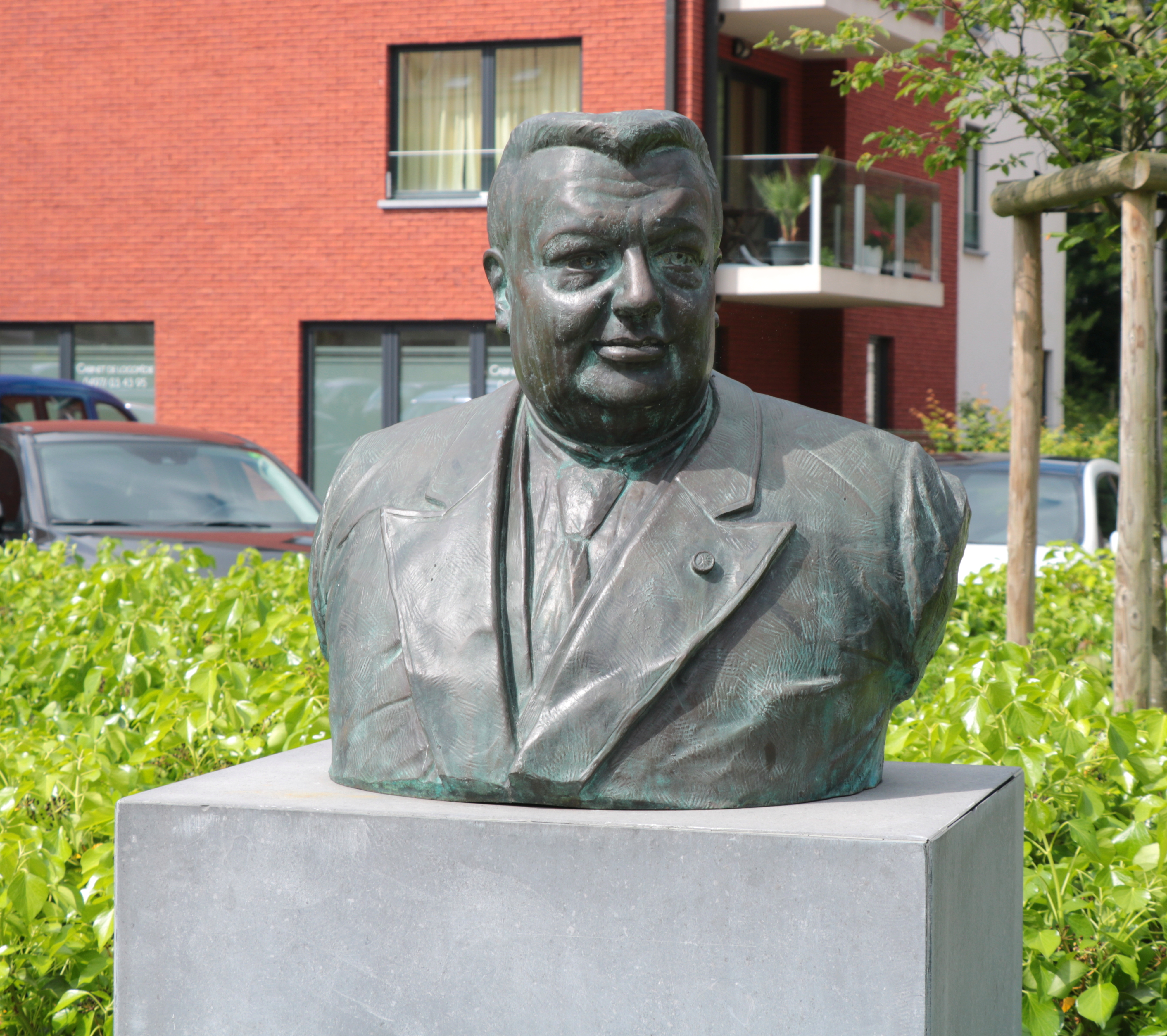
Auguste Lannoye

Auguste Lannoye (Corroy-le-Grand, 19 september 1874 - Genval, 28 mei 1938) was een Belgisch ingenieur, ondernemer en katholiek politicus. Hij was de oprichter van de papierfabrieken van Genval en Mont-Saint-Guibert en tussen 1926 en 1938 was hij burgemeester van de toen nog zelfstandige gemeente Genval.
Hij studeerde af als ingenieur aan de Katholieke Universiteit van Leuven en richtte in 1904 een papierfabriek op aan de Laan nabij het station van Genval. Aanvankelijk werd er verpakkingspapier en behangpapier gemaakt. In 1907 nam Lannoye een patent op le triturateur Lannoye voor de productie van gekleurd papier en in 1911 kon hij een tweede fabriek openen in Mont-Saint-Guibert. In 1923 werd gestart met de productie van het succesvolle balatum op basis van een Engels patent dat werd geperfectioneerd en nog later met de productie van kraftpapier. Dit leverde de onderneming wereldwijde export op.
Lannoye liet arbeiderswoningen bouwen rond zijn fabriek van Genval, een schietstand voor staande wip en in 1930 de kerk Sint-Pieterskerk van Maubroux. Hij was burgemeester van Genval van 1926 tot aan zijn dood in 1938.
- International Standard Name Identifier: 0000 0000 2198 1419
- Library of Congress Control Number: n78082627
- Virtual International Authority File: 77577189
- WorldCat: E39PBJdmmffgrv3vwVxvt9M9Dq